# The Eternal Three
The Eternal Three è un film muto del 1923 diretto da Marshall Neilan e Frank Urson.

## Trama
Moglie di un noto chirurgo che, troppo preso dalla sua professione, la trascura, la signora Walters si sente attratta da Leonard, il figlio adottivo del marito. Il giovanotto, un tipo esuberante, va a schiantarsi con l'auto rimanendo ferito. Il padre cura il ragazzo e poi lo manda in Europa, giurando di occuparsi di più, da quel momento in poi, della moglie.

## Produzione
Il film fu prodotto dalla Goldwyn Pictures Corporation.

## Distribuzione
Distribuito dalla Goldwyn-Cosmopolitan Distributing Corporation, il film uscì nelle sale cinematografiche statunitensi il 23 settembre 1923. In Finlandia, venne distribuito il 10 agosto 1925.
Non si conoscono copie ancora esistenti della pellicola che viene considerata presumibilmente perduta.